# Руте Сталілюнайте
Руте Сталілюнайте (21 січня 1938, Шяуляй, — 5 травня 2011, Каунас, Литва) — литовська акторка театру і кіно.

## Вибіркова фільмографія
- «Американська трагедія» (1980)
- «Багач, бідняк…» (1982)
- «Коли я був партизаном» (2008)